# Caudebec-lès-Elbeuf
Pour les articles homonymes, voir Caudebec.
Caudebec-lès-Elbeuf est une commune française située dans le département de la Seine-Maritime en région Normandie.

## Géographie

### Localisation
Caudebec-lès-Elbeuf se trouve sur la rive gauche de la Seine. La commune est limitrophe d'Elbeuf et de Saint-Pierre-lès-Elbeuf.

### Hydrographie
La commune est située dans le bassin Seine-Normandie. Elle est drainée par la Seine,.
La Seine, qui prend sa source à Source-Seine, en Côte-d'Or, sur le plateau de Langres, traverse le département avec de larges méandres sur son flanc sud et se jette dans la Manche entre Le Havre et Honfleur. 

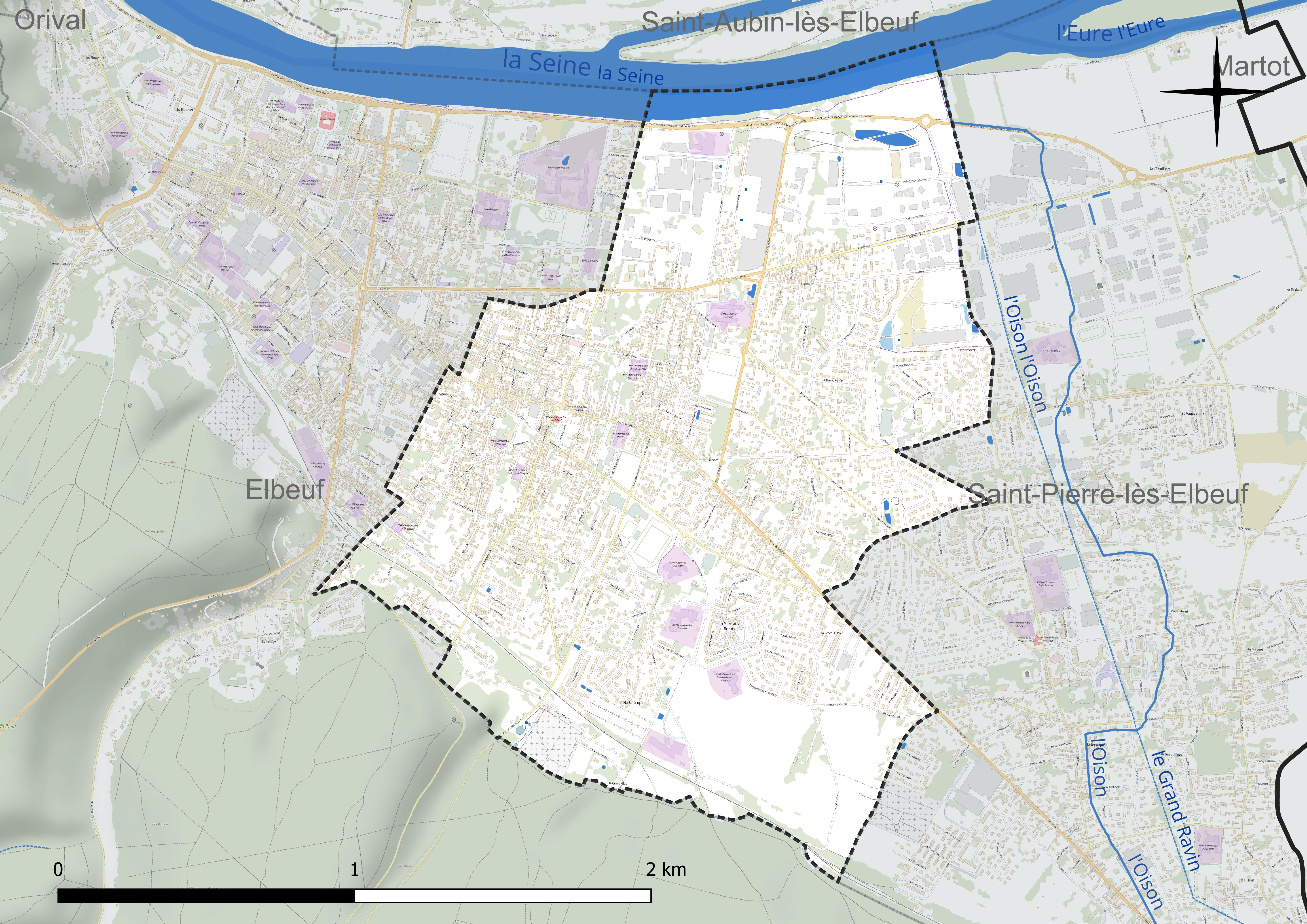
Réseau hydrographique de Caudebec-lès-Elbeuf.

### Climat
Pour des articles plus généraux, voir Climat de la Normandie et Climat de la Seine-Maritime.
En 2010, le climat de la commune est de type climat océanique dégradé des plaines du Centre et du Nord, selon une étude du CNRS s'appuyant sur une série de données couvrant la période 1971-2000. En 2020, Météo-France publie une typologie des climats de la France métropolitaine dans laquelle la commune est exposée à un climat océanique et est dans la région climatique Côtes de la Manche orientale, caractérisée par un faible ensoleillement (1 550 h/an) ; forte humidité de l’air (plus de 20 h/jour avec humidité relative > 80 % en hiver), vents forts fréquents. Parallèlement le GIEC normand, un groupe régional d’experts sur le climat, différencie quant à lui, dans une étude de 2020, trois grands types de climats pour la région Normandie, nuancés à une échelle plus fine par les facteurs géographiques locaux. La commune est, selon ce zonage, exposée à un « climat contrasté des collines », correspondant au Pays d’Auge, Lieuvin et Roumois, moins directement soumis aux flux océaniques et connaissant toutefois des précipitations assez marquées en raison des reliefs collinaires qui favorisent leur formation.
Pour la période 1971-2000, la température annuelle moyenne est de 11 °C, avec une amplitude thermique annuelle de 13,6 °C. Le cumul annuel moyen de précipitations est de 744 mm, avec 11,7 jours de précipitations en janvier et 8,1 jours en juillet. Pour la période 1991-2020, la température moyenne annuelle observée sur la station météorologique la plus proche, située sur la commune de Louviers à 13 km à vol d'oiseau, est de 11,8 °C et le cumul annuel moyen de précipitations est de 719,5 mm,. Pour l'avenir, les paramètres climatiques de la commune estimés pour 2050 selon différents scénarios d’émission de gaz à effet de serre sont consultables sur un site dédié publié par Météo-France en novembre 2022.

## Urbanisme

### Typologie
Au 1er janvier 2024, Caudebec-lès-Elbeuf est catégorisée centre urbain intermédiaire, selon la nouvelle grille communale de densité à sept niveaux définie par l'Insee en 2022.
Elle appartient à l'unité urbaine de Rouen, une agglomération inter-départementale regroupant 50  communes, dont elle est une commune de la banlieue,,. Par ailleurs la commune fait partie de l'aire d'attraction de Rouen, dont elle est une commune de la couronne,. Cette aire, qui regroupe 317 communes, est catégorisée dans les aires de 200 000 à moins de 700 000 habitants,.

### Occupation des sols
L'occupation des sols de la commune, telle qu'elle ressort de la base de données européenne d’occupation biophysique des sols Corine Land Cover (CLC), est marquée par l'importance des territoires artificialisés (81,1 % en 2018), en augmentation par rapport à 1990 (69,1 %). La répartition détaillée en 2018 est la suivante : 
zones urbanisées (70,9 %), zones agricoles hétérogènes (10,4 %), zones industrielles ou commerciales et réseaux de communication (10,2 %), terres arables (5,4 %), forêts (1,7 %), eaux continentales (1,5 %). L'évolution de l’occupation des sols de la commune et de ses infrastructures peut être observée sur les différentes représentations cartographiques du territoire : la carte de Cassini (XVIIIe siècle), la carte d'état-major (1820-1866) et les cartes ou photos aériennes de l'IGN pour la période actuelle (1950 à aujourd'hui).

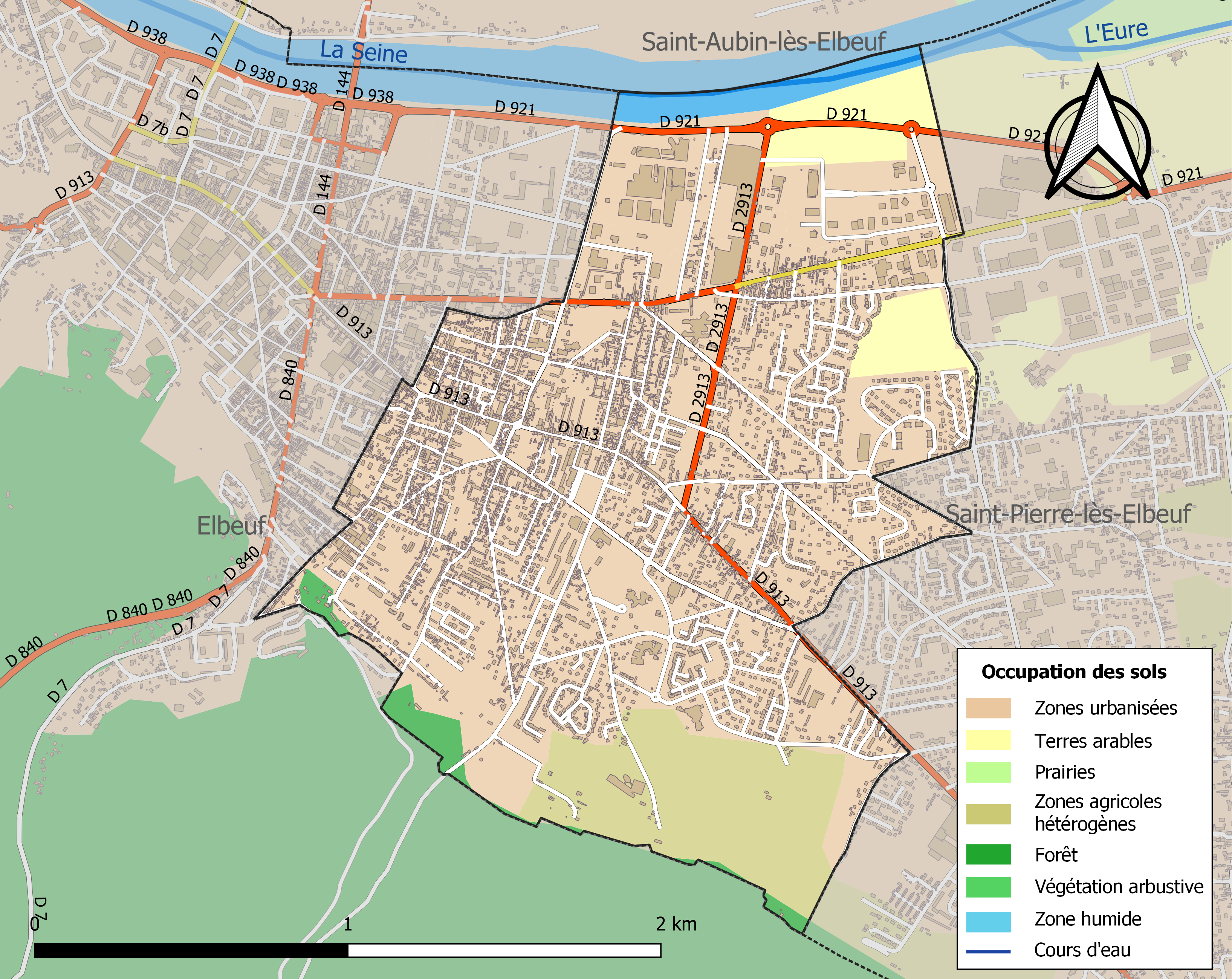
Carte des infrastructures et de l'occupation des sols de la commune en 2018 (CLC).

### Voies de communication et transports
La ville est desservie par les lignes A, C, E et F du réseau Astuce.
Le bourg fut desservi par le tramway d'Elbeuf de 1898 à 1926.

## Toponymie
Le nom de la localité est attesté sous les formes Caldebec entre 962 et 996; ecclesia de Caldebec en 1195; Caudebec 1206; In territorio de Caudebecco en 1228; In parrochia Sancte Marie de Caudebec en 1236; In territorio de Caudebec en 1236; Parrochia Sancte Marie de Caudebec juxta Eulebue avant 1273; Caudebec aux XIIIe et XIVe siècles; Caudebequet près Elbeuf en 1472; Parrochia Notre Dame de Caudebequet en 1493; Notre Dame de Caudebec près Elbeuf en 1583; Fief et seigneurie de Caudebec vers 1778; Caudebequet en 1715 (Frémont) ; Caudebec en 1757 (Cassini); Caudebec ou Caudebequet en 1788; Caudebec-lès-Elbeuf en 1953.
La commune est située à l'emplacement de l'ancienne Uggade de la table de Peutinger, datée de l'an 300 et qui est un itinéraire des voies romaines. Uggade est un nom de lieu celtique (gaulois) de sens inconnu.
Le nom actuel Caudebec est mentionné sous la forme la plus ancienne Caldebec en 962-996, exactement semblable à celle de Caudebec-en-Caux, également Caldebec vers 1025.
Le second élément -bec est fréquent dans l'hydronymie et la toponymie normande (ex : Bolbec, Foulbec, le Robec), il procède du vieux norrois bekkr « ruisseau ». En ancien normand, il est utilisé en emploi autonome pour désigner un ruisseau, comme le Bec au Bec-Hellouin, ainsi que son dérivé Becquet (Béquet) « ru, ravine ». Le premier élément Calde- est régulièrement devenu Caude- en français et est issu du vieux norrois kaldr « froid » (cf. allemand kalt, anglais cold), tout comme dans les nombreux Cautecotte, Caudecotte, Côte-côte, Cotte-Cotte de Normandie, mentionnés dans les sources anciennes en tant que Caldecote, correspondant des Caldcott anglais, aux Kallekot norvégiens et koldkåd danois. Il s'est parfois confondu en normand avec le terme dialectal caude qui signifie exactement le contraire, c'est-à-dire « chaude », par exemple dans Caudemuche (Cresseveuille, Calvados).
Le sens global du toponyme Caudebec est donc « ruisseau froid ».
Il a pour équivalent exact Caldbeck (GB, Cumberland, Caldebeck 1060).
Le déterminant complémentaire lès-Elbeuf signifie « à côté d'Elbeuf ». En effet, l'ancien français lez / lès veut dire « à côté de » du latin lătus (cf. latitude).

## Histoire

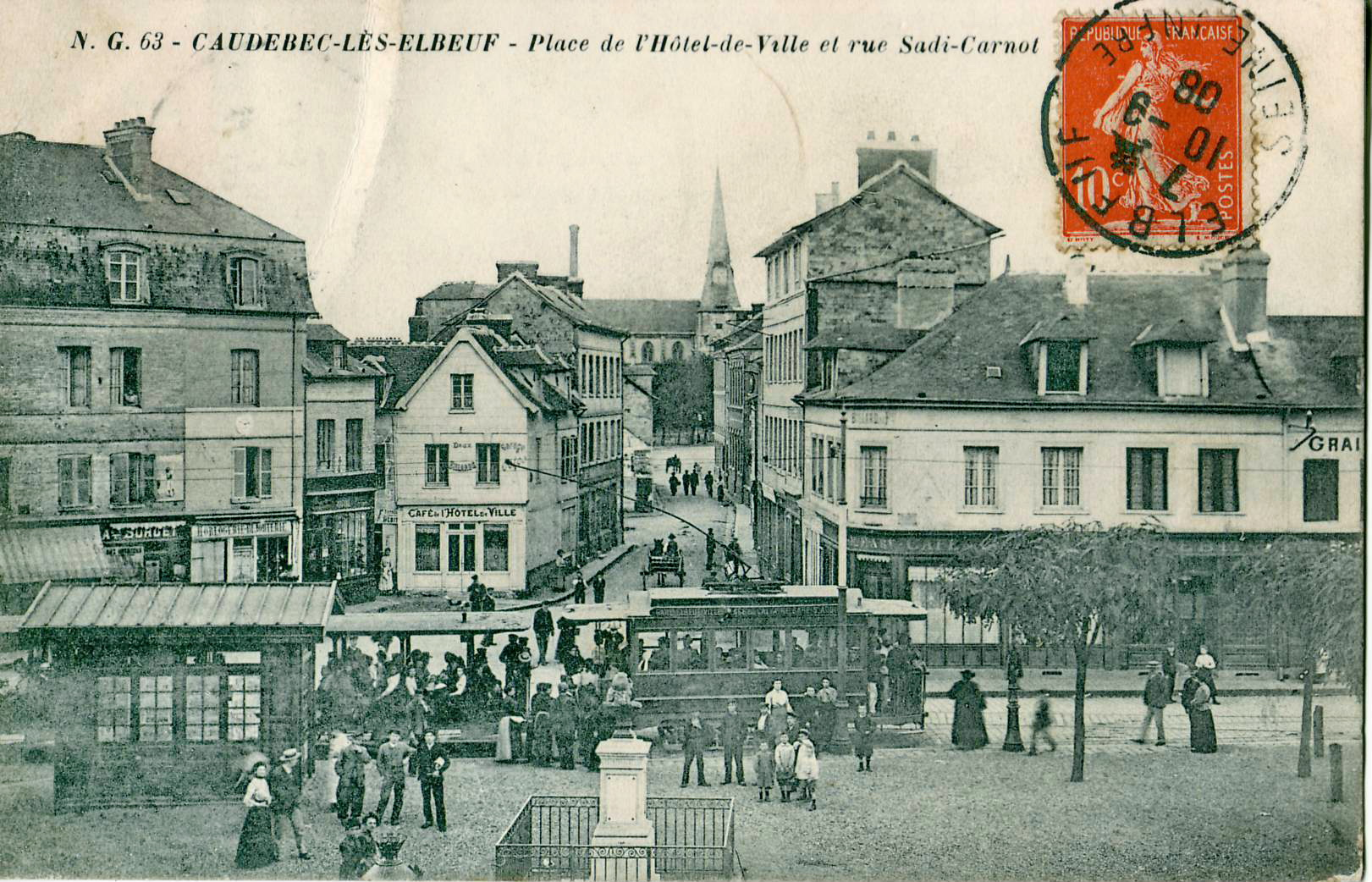
La place de l'Hôtel-de-Ville au début du XX, avec la station du Tramway d'Elbeuf.

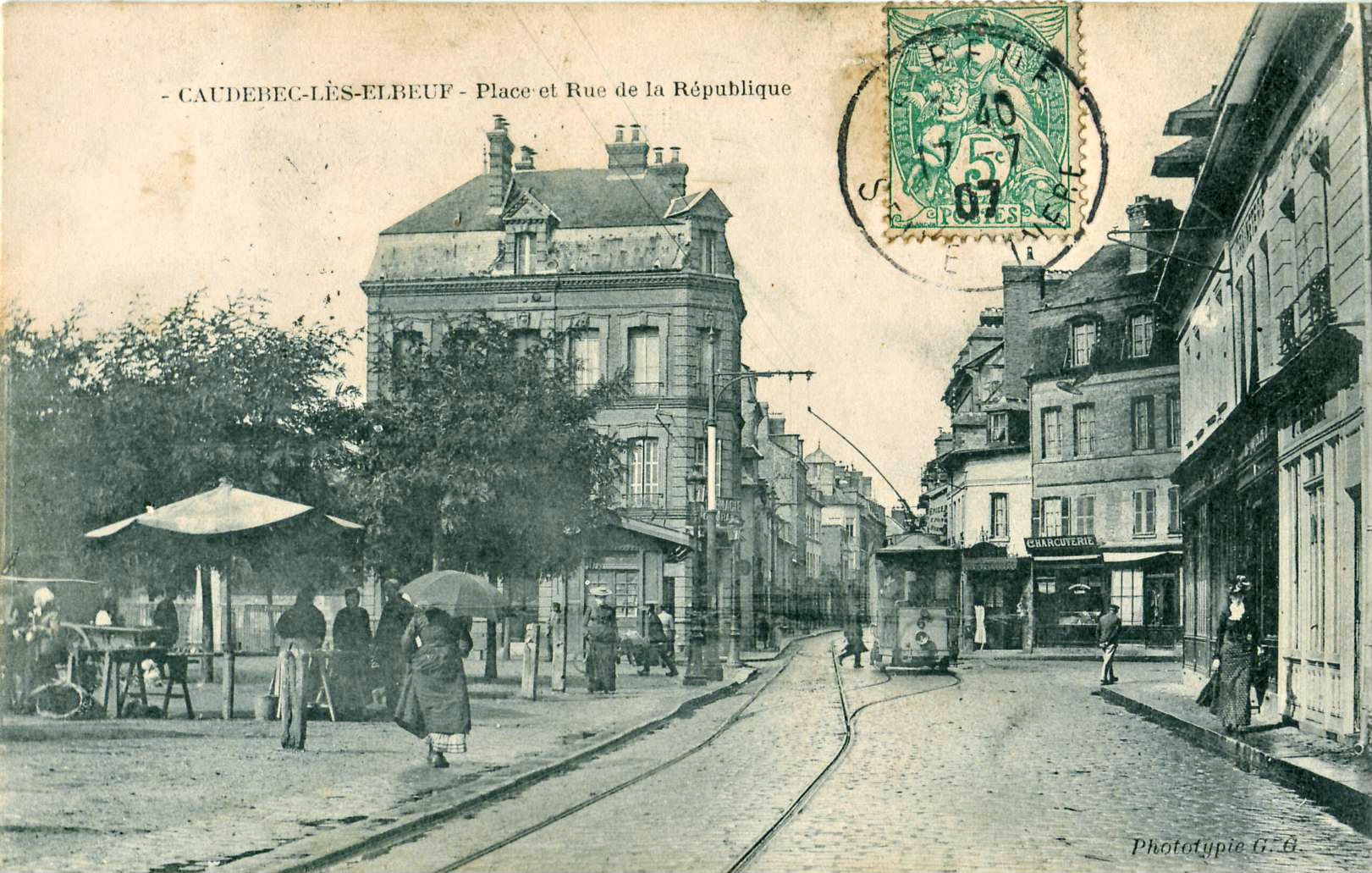
À la même époque, la rue et la place de la République.

Uggade est située sur la voie ancienne qui conduit de Rouen à Paris. De nombreuses découvertes archéologiques d'époque antique témoignent de l'importance de cette station gallo-romaine. On a exhumé des sépultures, des traces de bâti (thermes, fanum…), ainsi que de nombreux objets recueillis dans les tombes ou collectés ailleurs : des statuettes, des monnaies gauloises et romaines, des bijoux, des objets divers de la vie quotidienne et quelques armes. Parmi ces objets, une « vénus à gaine » découverte au XIXe siècle a retenu l'attention. C'est une petite poterie représentant une figure féminine dénudée avec un torque autour du cou, décorée de rouelles sur le corps et le long des jambes. On peut y lire l'inscription en celtique : rextugenos sullias avvot qui selon les spécialistes signifie : « Rextugenos fils de Sullias m'a fait ». C'est donc la signature d'un potier, auteur par ailleurs de nombreuses autres vénus à gaine.
Loys de Robersart est nommé commandant à Caudebec-lès-Elbeuf par Henri V d'Angleterre lors de la conquête de le Normandie au XVe siècle.

## Politique et administration

### Liste des maires
| Période                                  | Période                    | Identité                   | Étiquette                  | Qualité |
| ---------------------------------------- | -------------------------- | -------------------------- | -------------------------- | --- |
| Les données manquantes sont à compléter. |                            |                            |                            | |
| ?                                        | ?                          | Joseph Drouet              |                            | |
| ?                                        | ?                          | Victor Mangeot             | Socialiste                 | Rentier Conseiller général d'Elbeuf (1892 → 1904) |
| 1936                                     |                            | Albert Renault (1863-1954) |                            | Ouvrier mécanicien, Président de la coopérative La Solidarité |
| Les données manquantes sont à compléter. |                            |                            |                            | |
| mars 1965                                | mars 1977                  | Raymond Wehrlé             |                            | Négociant en textile |
| mars 1977                                | mars 1983                  | André Fluteau (1929-2019)  | PS                         | Professeur au lycée André-Maurois |
| mars 1983                                | juin 1995                  | André Démare               | DVD                        | Ancien fleuriste |
| juin 1995                                | 2014                       | Noël Caru                  | PS puis DVG                | Retraité de l'enseignement |
| 2014                                     | En cours (au 10 août 2020) | Laurent Bonnaterre         | PS puis DVG, puis Horizons | Chef d'entreprise Président de Rouen Normandie Tourisme et Congrès (2018 → 2020) Conseiller régional de Normandie (depuis 2021) Réélu Maire pour le mandat 2020-2026, |

## Économie
- Constructions aéronautiques (Zodiac Aerospace).
- Composants pour coussins gonflables (« airbags ») et ceintures de sécurité.

## Démographie
L'évolution du nombre d'habitants est connue à travers les recensements de la population effectués dans la commune depuis 1793. Pour les communes de moins de 10 000 habitants, une enquête de recensement portant sur toute la population est réalisée tous les cinq ans, les populations de référence des années intermédiaires étant quant à elles estimées par interpolation ou extrapolation. Pour la commune, le premier recensement exhaustif entrant dans le cadre du nouveau dispositif a été réalisé en 2008.

En 2022, la commune comptait 10 414 habitants, en évolution de −1,36 % par rapport à 2016 (Seine-Maritime : +0,35 %, France hors Mayotte : +2,11 %).
| 1793  | 1800  | 1806  | 1821  | 1831  | 1836  | 1841  | 1846  | 1851  |
| ----- | ----- | ----- | ----- | ----- | ----- | ----- | ----- | ----- |
| 2 560 | 2 620 | 2 600 | 3 514 | 3 930 | 5 295 | 6 051 | 7 182 | 7 292 |

| 1856  | 1861  | 1866  | 1872   | 1876   | 1881   | 1886   | 1891   | 1896   |
| ----- | ----- | ----- | ------ | ------ | ------ | ------ | ------ | ------ |
| 8 273 | 6 903 | 9 184 | 10 715 | 11 338 | 11 290 | 11 038 | 10 434 | 10 332 |

| 1901  | 1906  | 1911  | 1921  | 1926  | 1931  | 1936  | 1946  | 1954  |
| ----- | ----- | ----- | ----- | ----- | ----- | ----- | ----- | ----- |
| 9 751 | 9 407 | 9 079 | 9 593 | 8 998 | 8 786 | 8 562 | 8 953 | 9 429 |

| 1962  | 1968  | 1975  | 1982  | 1990  | 1999  | 2006  | 2008  | 2013   |
| ----- | ----- | ----- | ----- | ----- | ----- | ----- | ----- | ------ |
| 9 270 | 9 595 | 9 469 | 8 963 | 9 902 | 9 904 | 9 676 | 9 603 | 10 154 |

| 2018   | 2022   | - | - | - | - | - | - | - |
| ------ | ------ | - | - | - | - | - | - | - |
| 10 156 | 10 414 | - | - | - | - | - | - | - |

## Culture locale et patrimoine

### Lieux et monuments
- Église Notre-Dame.

Sa tour romane a été construite au XIe siècle, ce qui en fait le plus ancien édifice de la vallée d'Elbeuf. L'orgue de l'église a été érigé en 1891 par Aristide Cavaillé-Coll. Les orgues n'ont subi aucune transformation depuis leur construction, contemporaine des modifications majeures sous la responsabilité de l'architecte Jacques-Eugène Barthélémy.
- Monument aux morts (1922)

### Personnalités liées à la commune
- Félix Arsène Billard (1829-1901)[36], évêque de Carcassonne de 1881 à sa mort le 3 décembre 1901.
- David Dautresme (1860-1934), préfet des Pyrénées-Orientales en juin 1907 pendant la Révolte des vignerons de 1907, né et décédé dans la commune.
- Lucien Rudaux (1874-1947), astronome né à Caudebec-lès-Elbeuf.
- Roland Dubuc (1924-1998), artiste peintre né à Caudebec-lès-Elbeuf.
- Bernard Leroy (né en 1951), homme politique.
- Guillaume Bachelay (né en 1974), homme politique.

### Héraldique
| Armes de Caudebec-lès-Elbeuf | Les armes de la commune de Caudebec-lès-Elbeuf se blasonnent ainsi : Parti : au 1) de gueules à la faucille contournée et à la branche de gui d’or posés en sautoir accompagnées en chef d’une lance versée et d’une francisque passées en sautoir brochant sur un bouclier gaulois en bande sommé d’un casque gaulois ailé contourné, le tout aussi d’or, et en pointe d’un dolmen du même chargé de l’inscription en capitales de sable « ESUS » ; au 2) d’azur à la louve allaitant Romulus et Remus, le tout d’or posé sur un socle du même chargé de l’inscription en capitales de sable « ROMA » et surmonté d’une enseigne, d’un faisceau de licteur, d’un glaive et d’une trompe passés en barre, bande, pal et fasce, brochant sur un bouclier rond, le tout d’or. |